# Стара Іванівка
Стара Іва́нівка — село в Україні, у Охтирській міській громаді Охтирського району Сумської області. Населення становить 395 осіб. Колишній орган місцевого самоврядування — Староіванівська сільська рада.

## Географія
Село Стара Іванівка знаходиться на правому березі річки Олешня, яка через 2 км впадає в річку Ворскла, вище за течією на відстані 1 км розташоване село Пасіки, на протилежному березі — село Піски. До села примикає великий садовий масив.
Через село проходила вузькоколійна залізнична гілка Охтирка — Чупахівка — Зіньків.

## Історія
Поблизу села виявлено поселення доби бронзи (II тис. до н. е.)
Село відоме з другої половини XVII століття.
Під час організованого радянською владою Голодомору 1932—1933 років померло щонайменше 222 жителі села.

## Населення

### Мова
Розподіл населення за рідною мовою за даними перепису 2001 року:
| Мова            | Кількість | Відсоток |
| --------------- | --------- | -------- |
| українська      | 375       | 94.94%   |
| російська       | 19        | 4.81%    |
| інші/не вказали | 1         | 0.25%    |
| Усього          | 395       | 100%     |

## Відомі люди
- Задорожний Григорій Кирилович (1918—2006) — учасник Німецько-радянської війни, Герой Радянського Союзу.